# PROFINET

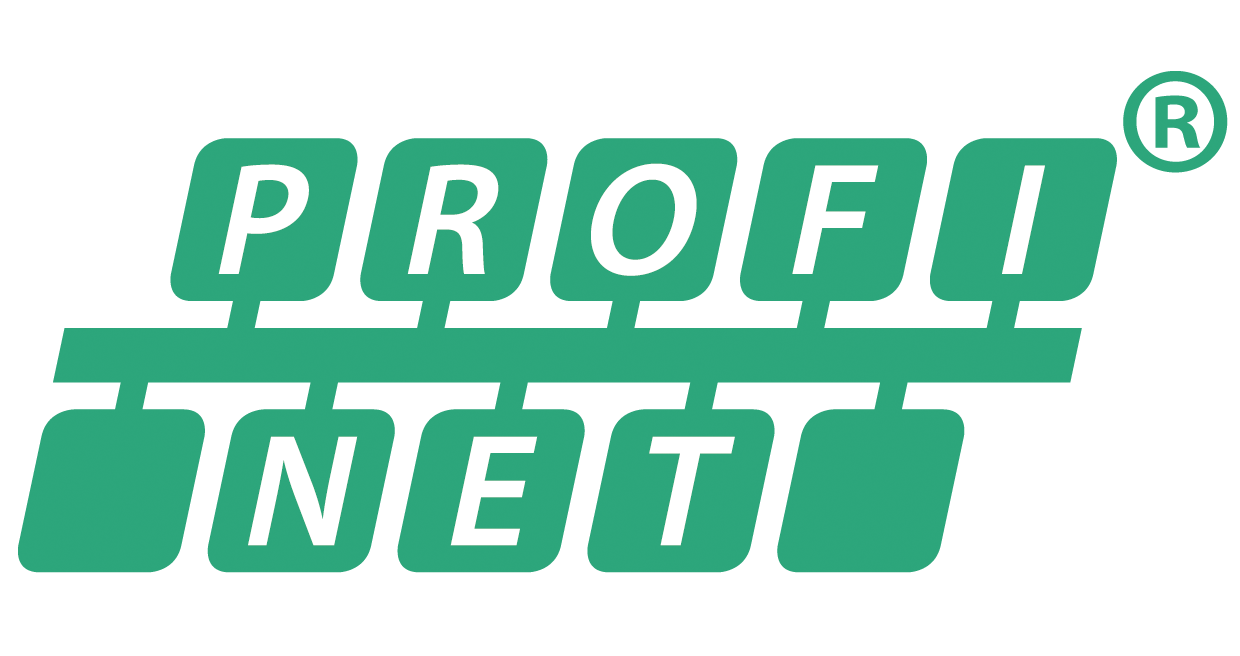
Logomarca

PROFINET é uma rede baseada em um padrão de comunicação Ethernet Industrial padronizado pelas normas IEC 61158-5 e IEC 61158-6, 100% compatível com a tecnologia Ethernet  (IEEE 802.3) adotada pela associação PI - PROFIBUS & PROFINET International. Utilizada principalmente em aplicações de automação industrial.
Por muitos anos a comunicação através da rede Ethernet tem sido utilizada na indústria entre equipamentos como interfaces homem-máquina (IHM), controladores lógicos programáveis (CLP), sistemas SCADA e também para programação, configuração e monitoramento; porém, não havia uma rede baseada em Ethernet destinada ao controle de dispositivos de campo (motores, válvulas, inversores, sensores, etc.) atendendo a demanda de aplicações de automação industrial.
Desenvolvida com foco em comunicação industrial, adotando virtudes do padrão Ethernet e aumentando o escopo dos modelos de comunicação, PROFINET disponibiliza comunicação em tempo real, determinismo, gerenciamento, integração com a web, segurança integrada, especificações como LLDP (Link Layer Discovery Protocol), SNMP (Simple Network Management Protocol), HTTP para acesso à web, padrões wireless IEEE 802.11 e suporta outras tecnologias de tecnologia da informação (TI). 

## Áreas de aplicação
PROFINET utiliza o mesmo padrão Ethernet IEEE 802.3 que escritórios e departamentos de TI, oferecendo vantagens como: velocidade, alcance, capacidade de usar pontos de acesso, roteadores, switches, hubs que são mais acessíveis que dispositivos com portas de comunicação equivalentes.
Sua capacidade tem sido aumentada para suprir as necessidades e condições encontradas na indústria, pode ser utilizada em qualquer aplicação industrial seja em automação de manufatura, controle de movimento ou automação de processos, sendo possível misturar e combinar aplicações.

## Perfil
PROFINET possuí configurações predefinidas disponíveis para uso em dispositivos específicos ou aplicações. Os perfis são especificados e publicados por grupos de trabalho da "PROFIBUS & PROFINET International", são importantes para interoperabilidade, abertura e permutabilidade. O usuário pode se certificar de que equipamentos similares de diferentes fabricantes funcionam de forma padronizada. 
Existem perfis PROFINET para encoders, outros perfis específicos para controle de movimento (PROFIdrive), functional safety (PROFIsafe) e eficiência energética (PROFIenergy), por exemplo. 

### PROFIenergy
PROFIenergy é um perfil do protocolo de comunicação PROFINET que permite o gerenciamento de energia de equipamentos de automação em manufatura gerando redução de custos de energia.
O perfil PROFIenergy foi requisitado em 2009 pelo grupo AIDA, fabricantes alemães de automóveis (Audi, BMW, Mercedes, Porsche e VW) que desejavam ter uma forma padronizada de gerenciar ativamente o uso de energia em suas plantas.
O protocolo foi criado pela associação "PROFIBUS International (PI)", aplicável em toda a indústria, inclui serviços de monitoramento da demanda de energia em tempo real.

### PROFIsafe
PROFIsafe é um padrão de comunicação que permite tanto comunicação segura (fail-safe) quanto comunicação padrão no mesmo barramento.
Muitos fabricantes de componentes e usuários finais de tecnologia fail-safe ajudaram a PROFIBUS Internacional a desenvolver este padrão aberto, definido pela IEC 61784-3-3 como um padrão internacional.
O perfil PROFIsafe permite comunicações seguras para PROFIBUS e PROFINET com base em componentes de rede padrões. Suporta aplicações seguras em uma extensa diversidade de aplicações. Ao invés de utilizar barramentos especiais (específicos) para as funções de segurança, integra a automação de segurança e a de controle em uma única rede, através de uma solução aberta, resultando na redução dos custos efetivos de cabeamento, na consistência do sistema em relação à parametrização e funções remotas de diagnósticos. Garante a segurança em sistemas de controle descentralizados e dos mecanismos de segurança de dispositivos e equipamentos.
Uma vez que o PROFIsafe foi desenvolvido com base em componentes de comunicação já existentes, como switches e cabos, as medidas de segurança são implementadas nos componentes relacionados a segurança (CLPs, inversores, etc.), e não no meio de transmissão (também chamado canal de transmissão). Este último é considerado um "black channel", de modo análogo a um "black box". Esta forma de gerenciar as informações de segurança permite que sejam utilizados componentes convencionais de comunicação e diferentes meios físicos (fibra óptica, wireless), sem comprometer as funções de segurança. 

## Flexibilidade
As funcionalidades da combinação da tecnologia Ethernet e do protocolo PROFINET, trazem flexibilidade para o usuário. 

### Industrial WirelessLAN (IWLAN)
Industrial Wireless LAN ou IWLAN (Industrial Wireless Local Area Network) é uma rede local que usa ondas de rádio para comunicação industrial. IWLAN reduz custos de manutenção uma vez que não requer cabos para comunicação.
Com a funcionalidade IWLAN, o uso de veículos auto guiados e IHMs móveis é possível, além da troca de dados com PROFINET, a conexão IWLAN também pode ser usada para comunicações adicionais via serviços padrões tais como TCP/IP. 
IWLAN foi desenvolvido para aplicações industriais baseado no padrão IEEE 802.11, permite comunicação determinística e pode ser usado em aplicações seguras em combinação com PROFIsafe de PROFINET sem medidas adicionais.
Através do uso de PROFINET via IWLAN fabricantes de máquinas e construtores de plantas podem desenvolver novos conceitos com partes móveis de máquinas. Operadores de máquinas têm mais flexibilidade com o uso de IHMs móveis.

### Acesso global
PROFINET suporta acesso global às aplicações e aos dispositivos por meio da tecnologia padrão do ambiente Ethernet. Deste modo os equipamentos podem ser acessados para monitoramento, controle e diagnóstico remoto.

### Ferramentas Web
PROFINET é 100% Ethernet e suporta TCP/IP. Dentre outras coisas, isso permite o uso de tecnologias web, tais como o acesso aos servidores web integrados dos dispositivos de campo.

### Expansibilidade
É possível integrar sistemas e redes existentes sem grandes dificuldades, plantas que comunicam via profibus e outros fieldbuses como AS-Interface, por exemplo. Estações PROFINET podem ser adicionadas quando necessário, infraestruturas de redes, tanto com fio quanto sem fio, podem ser expandidas usando componentes adicionais, inclusive durante a operação, o que permite manutenção e comissionamento livre de erros. Redes PROFINET existentes podem ser expandidas em qualquer momento com uso de componentes de rede adicionais e sem necessidade de mudar a infraestrutura.

### Topologia
PROFINET pode ser usado em instalações com estruturas flexíveis de linha, árvore, estrela e anel, eliminando assim a necessidade de soluções personalizadas de alto custo. 
A solução é completamente baseada no padrão Ethernet: transmissões com fio e sem fio podem ser facilmente combinadas, portanto, a comunicação WLAN e Bluetooth pode ser integrada, inclusive para dados em tempo real.
A topologia de rede segue o desenho da máquina, o que significa que custos de cabeamento são reduzidos e o comissionamento é simplificado. Possíveis expansões na topologia são feitas sem medidas adicionais. 

## Eficiência

### Diagnóstico
Dados completos de diagnósticos podem ser acessados nos dispositivos para localizar falhas rapidamente. Web sites com padrão HTML em dispositivos PROFINET são usados, localmente e remotamente, para diagnóstico.

### Alto grau de robustez
O uso de switches em dispositivos de campo previne que falhas que ocorram em uma seção da rede influenciem toda a rede da planta. PROFINET permite o uso de fibra óptica especialmente para áreas que são criticamente sensíveis a interferência eletromagnética.

### Rápida troca de dispositivos (Fast device replacement)
Ao trocar um dispositivo PROFINET, o controlador de IO detecta o novo dispositivo e automaticamente o inclui na rede.

### Um cabo para todos os fins
Os usuários da rede PROFINET podem fazer toda a comunicação entre máquinas e planta através de um único cabo que transfere dados de processo, dados de diagnóstico e dados de TI, isto gera integração e reduz custos de cabeamento e treinamento.

## Performance

### Velocidade
Aplicações de controle de movimento rápido precisam de alta velocidade de troca de dados. Tempos de ciclo curtos presentes na rede PROFINET aumentam a produtividade de máquinas  e plantas.
Na especificação da v3.2 de PROFINET, os mecanismos fast forwarding‚ dynamic frame packing e fragmentation foram definidos como uma atualização de desempenho para PROFINET, reduzindo tempos de ciclo para 31,25 µs – não restringindo a transferência de dados padrão em paralelo.

### Precisão
A comunicação via PROFINET é determinística. Um jitter inferior a um microssegundo resulta em ciclos de precisão máxima e também garante alta qualidade de produção.

### Inicialização
Em plantas modulares, controladores de IO devem detectar novas máquinas ou partes de plantas rapidamente. Com inicialização rápida, PROFINET pode detectar dispositivos em até 500 ms e conectá-los com o controlador de IO.

## Organização
PROFINET é definido por "PROFIBUS & PROFINET International" (PI), apoiado pelo clube "Interbus" e, desde 2003, faz parte dos padrões IEC 61158 e IEC 61784.